# Kroktjärnen (Sunne socken, Värmland)
Kroktjärnen är en sjö i Sunne kommun i Värmland och ingår i Göta älvs huvudavrinningsområde. Sjön har en area på 0,28 kvadratkilometer och ligger 169,2 meter över havet. Sjön avvattnas av vattendraget Flyälven.

## Delavrinningsområde
Kroktjärnen ingår i det delavrinningsområde (664401-135725) som SMHI kallar för Mynnar i Björken. Medelhöjden är 195 meter över havet och ytan är 25,37 kvadratkilometer. Flyälven som avvattnar avrinningsområdet har biflödesordning 4, vilket innebär att vattnet flödar genom totalt 4 vattendrag innan det når havet efter 332 kilometer. Avrinningsområdet består mestadels av skog (80 procent). Avrinningsområdet har 0,62 kvadratkilometer vattenytor vilket ger det en sjöprocent på 2,4 procent.